# Neisseria
Neisseria – rodzaj Gram-ujemnych betaproteobakterii zasiedlających ludzkie i zwierzęce błony śluzowe. Większość przedstawicieli Neisseria tworzy dwoinki oraz ziarniaki o wielkości od 0,6 do 1 mikrometrów. Sporadycznie mogą przybierać formę tetrad. Trzy najlepiej zbadane bakterie z tego rodzaju to chorobotwórcze N. meningitidis i N. gonorrhoeae, oraz komensalna N. lactamica.

## Gatunki[3]
- N. animalis
- N. animaloris
- N. arctica[4]
- N. bacilliformis
- N. canis
- N. chenwenguii[5]
- N. cinerea
- N. dentiae
- N. dumasiana[6]
- N. elongata
- N. flava
- N. flavescens
- N. gonorrhoeae
- N. iguanae
- N. lactamica
- N. macacae
- N. meningitidis
- N. mucosa
- N. musculi[7]
- N. oralis
- N. polysaccharea
- N. perflava
- N. pharyngis
- N. shayeganii
- N. sicca
- N. skkuensis
- N. subflava
- N. tadorna
- N. wadsworthii
- N. weaveri
- N. weixii[8]
- N. zalophi[9]
- N. zoodegmatis

W bazie NCBI opisanych jest kilka dodatkowych gatunków takich jak N. bergeri, które nie spełniają jednak kryteriów międzynarodowego kodeksu nomenklatury bakterii. 